# Sərçuvar
Sərçuvar è un comune dell'Azerbaigian situato nel distretto di Masallı. Conta una popolazione di 1 444 abitanti.